# Xã Breitung, Quận St. Louis, Minnesota
Xã Breitung (tiếng Anh: Breitung Township) là một xã thuộc quận St. Louis, tiểu bang Minnesota, Hoa Kỳ. Năm 2010, dân số của xã này là 605 người.